# Barrage de Diama
Le barrage de Diama est situé sur le fleuve Sénégal, près du village de Maka-Diama, à 27 km en amont de Saint-Louis (Sénégal).

## Historique
Le projet du barrage de Diama, voit sa première évocation officielle en 1953.
Les travaux de construction ont démarré le 12 septembre 1981. Ils ont été achevés en août 1986 et le certificat d'entretien consacrant la réception définitive a été signé le 18 mars 1988. Il a fait partie d'un vaste projet décidé en commun par le Sénégal, la Mauritanie et le Mali.

## Vocation

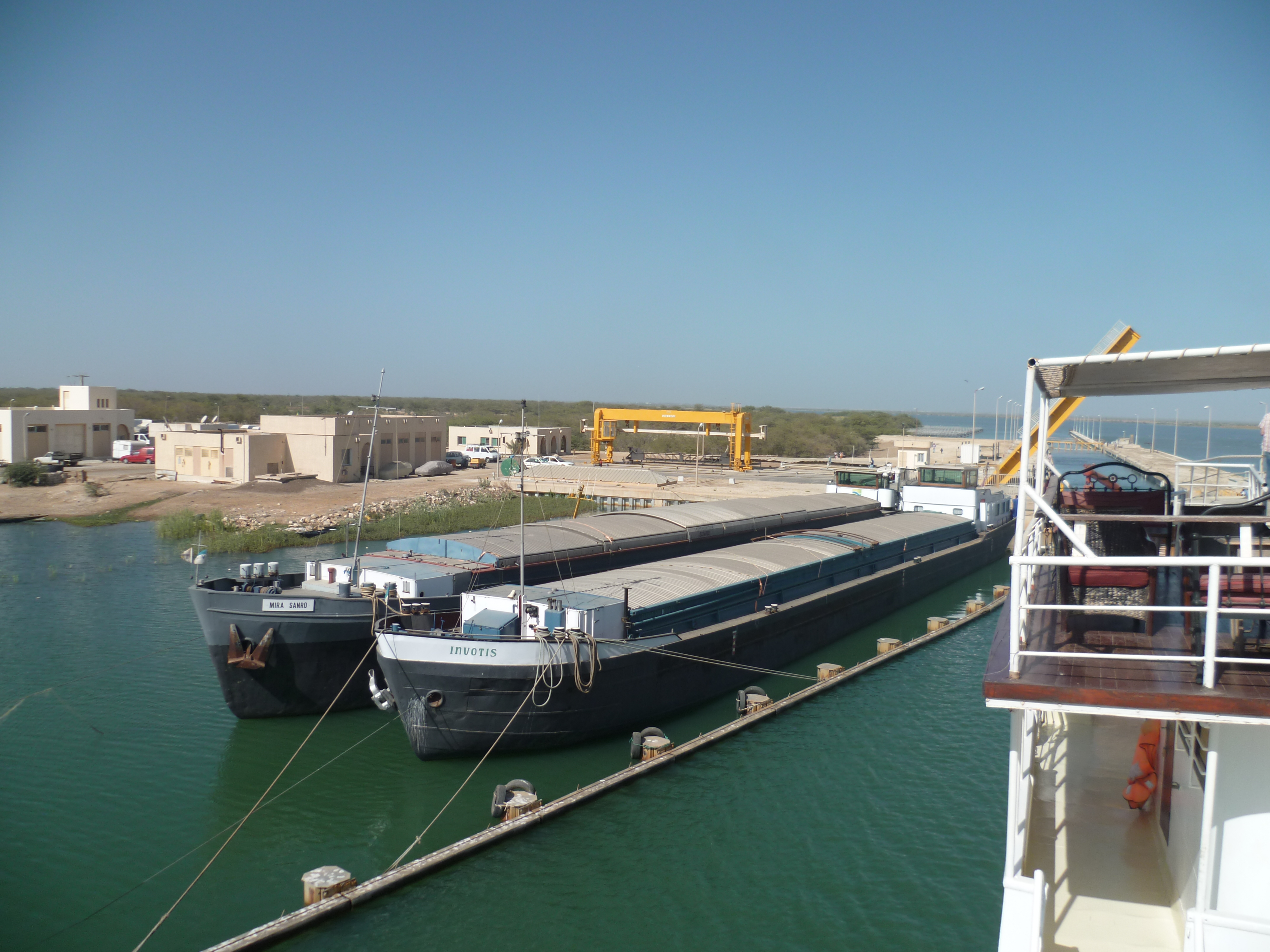
Automoteurs au barrage (2013).

C’est un barrage anti-sel. La mer pénétrait jusqu'à deux cent cinquante kilomètres à l'intérieur des terres, les rendant impropres à la culture. Néanmoins il permet aussi l'irrigation en double culture ainsi que l'amélioration du remplissage du lac de Guiers (Sénégal) et du lac de R’kiz (Mauritanie), et de la dépression de l'Aftout-es-Sahel (Mauritanie). Il régularise aussi le cours d'eau le rendant entièrement navigable. Le barrage permet aussi un franchissement routier entre les deux rives du fleuve Sénégal, dont le cours marque la frontière entre la Mauritanie et le Sénégal. Ce passage se fait avec le paiement par les voyageurs d'un péage. De part et d'autre de l'ouvrage, au nord et au sud, sont situés des postes de contrôles policiers et douaniers des deux pays. L'activité économique locale est très liée à la présence du barrage, notamment, sur la rive sénégalaise, celle de la localité de Diama, chef-lieu de la communauté rurale de Diama.

## Caractéristiques

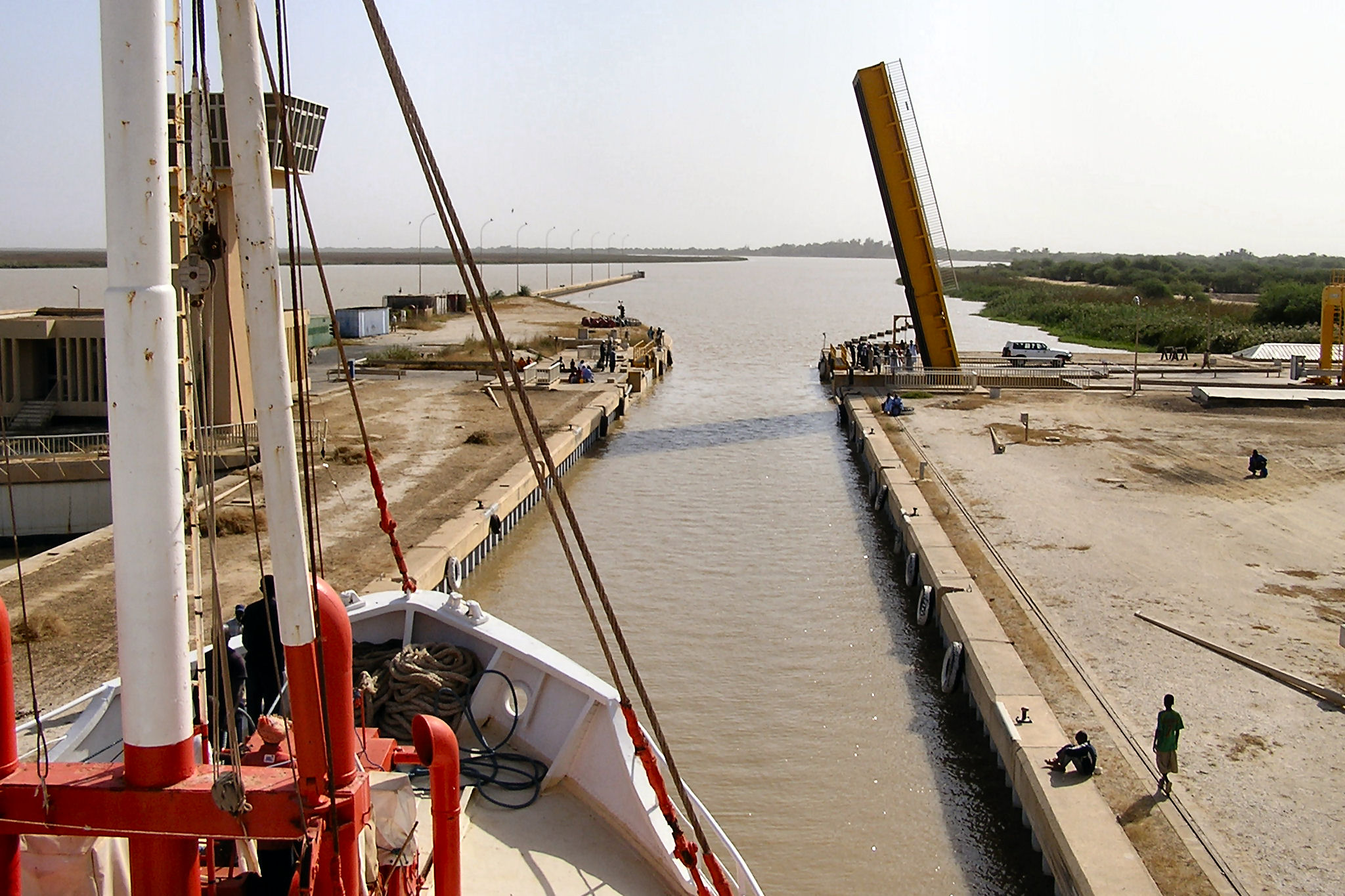
Passage de l'écluse par le Bou El Mogdad

Le barrage de Diama est un barrage mobile. En période de crue, il s’ouvre pour assurer l'écoulement normal du fleuve et, en période d'étiage, il se ferme pour empêcher la remontée des eaux salines. Une écluse de navigation de 175 m sur 13 permet le passage des bateaux.

## Coût
Le coût des travaux s’est élevé à 36 milliards de francs CFA (plus ou moins 55 millions d'euros).

### Filmographie
- Barrages sur le Sénégal, film documentaire de Dominique Martin-Ferrari, 1998